# 罗睺罗
羅睺羅，又译羅侯羅、羅怙羅、羅護羅、羅雲，意译覆障、障月或是障礙，相传公元前6世纪至前5世纪生于古印度北部迦毘罗卫国（今尼泊尔境内），是釋迦牟尼佛與耶輸陀羅的獨生子。
羅睺羅跟隨釋迦牟尼佛出家後，成為十大弟子之一。也是四大聲聞尊者之一。

## 記載
羅睺羅出世時，當時的悉達多太子（釋迦牟尼佛）在花園裡沈思著，聽到孩子生下，悉達多不像一般人般興奮，卻反而大喊：「羅睺羅（鐐鎖，覆障）誕生了，枷鎖現前了。」（rahu jato, bandhanam jatam）。淨飯王於是將愛孫取名羅睺羅。
釋迦牟尼佛悟道六年後，回到迦毗羅衞城，讓年七歲的羅睺羅出家。羅睺羅的出家令淨飯王很痛苦，便向佛請求，往後若沒得父母同意，不允許兒女出家。於是佛就制了這條戒。但因為他不到受具足戒的年齡，所以先做沙彌，以舍利弗為和尚（親教師），目犍連為阿阇梨（老師）。羅睺羅是佛教僧團中第一位沙彌。

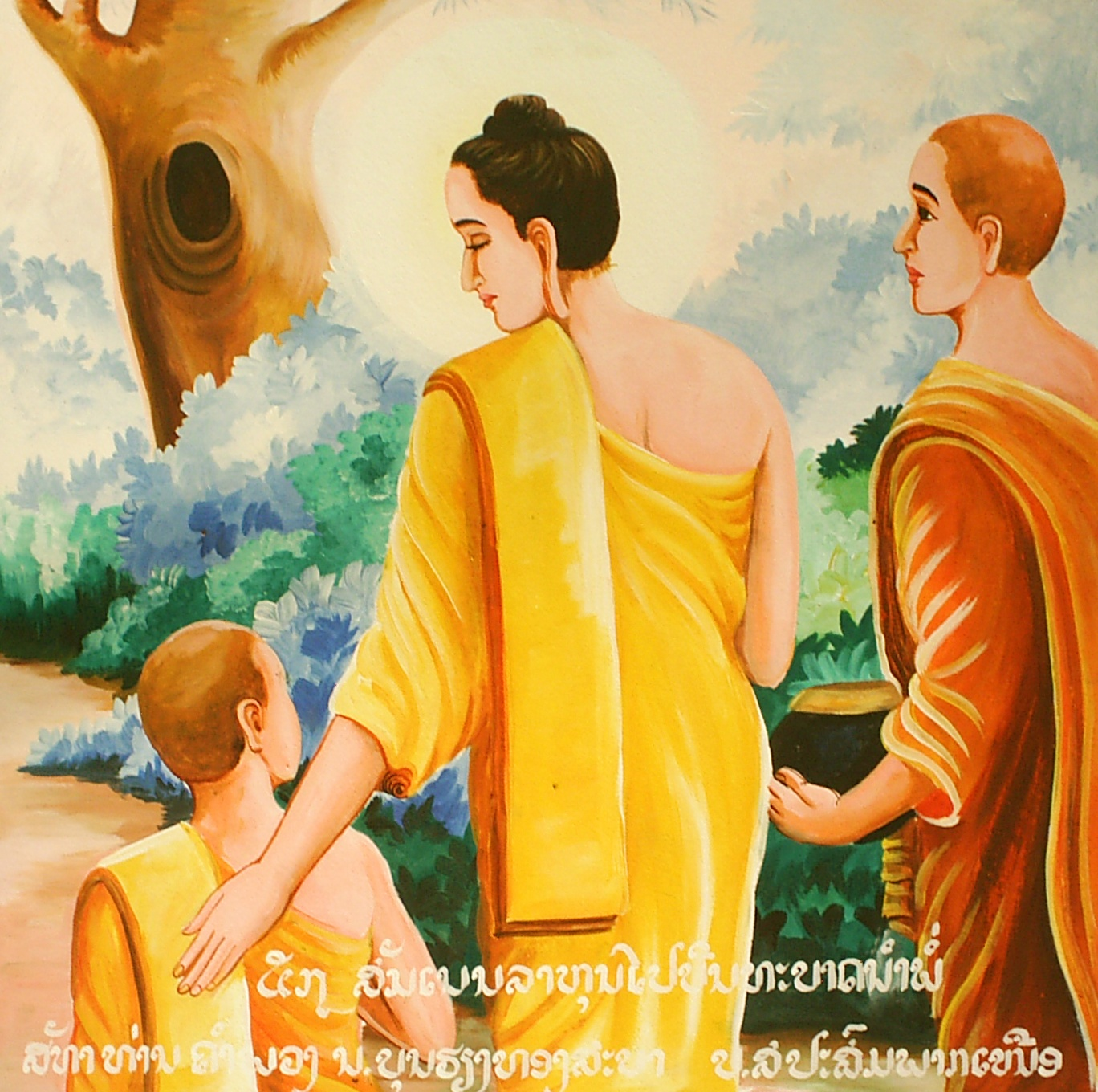
佛陀和罗睺罗

他開始修行的時候很淘氣，學法持戒也有疏忽的地方，有時信口開河，因此受到父親的教導。記載於巴利聖典《中部芒果林教化羅睺羅經》（Amalatthikarahulovadasutta）。此經以「洗腳水」為喻跟他說明謊話是不好的行為，強調誠實的重要性。後來對解說事物無常的本性， 記載於《相應部》第二品。釋迦牟尼佛以《經集》的一段詩偈來開導他以正道為住。
但羅睺羅也有認真嚴謹的時候，他有一次為了打掃環境，黃昏才回到寢室，一位遠來的比丘不知情，以為是沒人住的房間，於是睡在羅睺羅的房裏。因為佛陀規定比丘不可同宿，羅睺羅為此居然忍耐無盡的惡臭，屈身廁所睡覺。到半夜時，廁所裏有蛇意圖要攻擊他，佛感應到了以後，才把羅睺羅叫出來睡在佛的寢室。從此釋迦牟尼佛立下一條規定，還未受具足戒的沙彌，可以和比丘同住兩夜。
羅睺羅十八歲那年，生起一念，認為他跟父親一樣英俊。釋迦牟尼佛知道後，向他宣說《中部·大教化羅睺羅經》。後來羅睺羅努力精進修習出入息念（Anapanasati），聽了《小羅睺羅經》後，證得了阿羅漢果，被稱為密行第一。
羅睺羅尊者以持戒精嚴而聞名， 在《長老偈》（Theragatha）中有他的偈。

## 住世弘法
根據《彌勒菩薩下生經》等多部經典記載，釋迦牟尼佛吩咐四位阿羅漢弟子不入般涅槃，要留在世間弘法利生，稱為四大聲聞。他們是宾头卢尊者、摩訶迦葉尊者、君徒般歎尊者、羅睺羅尊者。